# Cave (företag)

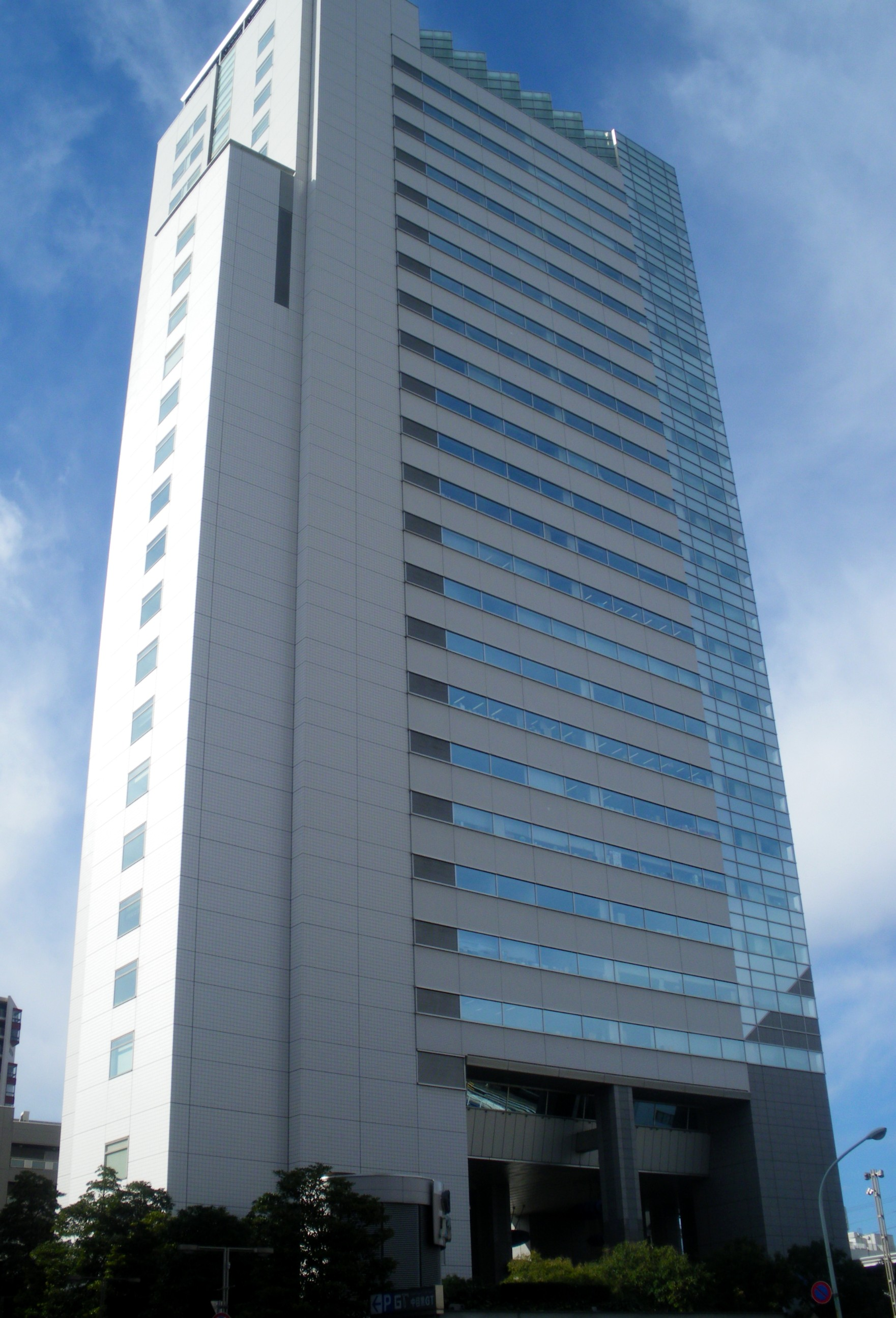
Huvudkontoret i Meguro, Tokyo.

Cave Co. Ltd. är ett japanskt företag i arkad- och tv-spelsbranschen.
Cave bildades av före detta anställda från företaget Toaplan efter att det senare gick i konkurs.
Cave är absolut mest känt för sina shoot 'em up-spel i Bullet Hell eller Danmaku-subgenren. Spelen kännetecknas av att spelaren möter en överväldigande mängd fiendeprojektiler och ska samtidigt både skjuta ner fiender och undvika kulregnet. Danmaku-genren är känd för att vara oförlåtande mot nya spelare, förutom de många projektilerna som måste undvikas och fiender som måste skjutas brukar spelen också ha intrikata poängsystem där man för att maximera sina poäng måste skjuta fiender i en viss ordning, byta vapen för att skjuta vissa fiender eller liknande gimmicks. Vanliga tips för nya spelare är att titta på youtube-videos med duktiga spelare för att lära sig strategier.
När Cave portat sina arkadspel till hemkonsoler har det ofta följt med en sk. Super Play DVD eller Blu-Ray med just en inspelning där någon av de bästa spelarna i världen på just det spelet tar sig igenom det. Även soundtrack på CD brukar följa med i förstautgåvan av hemversionen av deras spel. Jättesamlingen Cave Shooting Collection till Xbox 360, en japanexklusiv box med alla 10 spel de släppt på plattformen kom med en extra cd-pärm med spelens soundtrack. När boxen gavs ut igen ett år senare som Cave Shooting Collection Complete (med ett spel mer, Dodonpachi Saidaioujou, som hade givits ut under tiden) följde det inte med några soundtrack-cds.
Några av Caves spel, t.ex. Dodonpachi Saidaioujou och Ketsui, måste klaras av utan att använda några continues och utan att använda sig av någon "smart bomb" som temporärt rensar skärmen från projektiler för att man ska kunna möta spelets slutgiltiga huvudfiende (True Final Boss), i Dodonpachi Saidaoujous fall slutbossen Inbachi.
Cave gör spel för både arkad och hemmamarknaden och har också gjort spel för Android och iOS-plattformarna. Under 2015 började Caves spel komma ut på Steam för Windows, det första spelet är Mushihimesama (Bug Princess) men fler spel väntas.

## Kända spel
- Deathsmiles-serien
- Donpachi-serien, deras största seriespel med flest delar
- Espgaluda
- Ibara
- Muchi Muchi Pork
- Mushimesama-serien